# Ninazu
Ninazu war in der sumerischen Religion der Stadtgott von Eschnunna und Enegi, Unterweltsgott, Gott des Schutzes und des Krieges, aber auch Gott der Heilung. In seiner Funktion als Unterweltgott war er der Sohn von Ereschkigal und Nergal, als Krieger und Beschützergott war er der Sohn von Enlil und Ninlil. Frans Wiggermann sieht ihn als einen der ursprünglichen Schlangengötter, die in das sumerische Pantheon aufgenommen wurden. Im Schöpfungsepos Ninazu und Ninmadu bringt Ninazu das Getreide zu den Menschen. 
In der Ur-III-Zeit wird Ninazu mit Nanna und Enki als Heilgott in der Schullgihymne genannt. Hier gilt er auch als Vater von Ningiszida.